# San Miguel de las Mesas, Durango
San Miguel de las Mesas är en ort i Mexiko.   Den ligger i kommunen Mezquital och delstaten Durango, i den centrala delen av landet, 700 km nordväst om huvudstaden Mexico City. San Miguel de las Mesas ligger 1 835 meter över havet och antalet invånare är 269.
Terrängen runt San Miguel de las Mesas är bergig åt nordväst, men åt sydost är den kuperad. Runt San Miguel de las Mesas är det mycket glesbefolkat, med 3 invånare per kvadratkilometer. Närmaste större samhälle är Santa María Magdalena de Taxicaringa, 10,6 km norr om San Miguel de las Mesas. I omgivningarna runt San Miguel de las Mesas växer huvudsakligen savannskog.